# 日本グラフィックデザイン協会
公益社団法人日本グラフィックデザイン協会（にほんグラフィックデザインきょうかい、略称: ジャグダ、英: Japan Graphic Design Association、英略称: JAGDA）は、日本全国に約3,000名（2016年3月現在）の会員を擁する、日本で唯一のグラフィックデザイナーの職能団体。
1978年、戦後日本のグラフィックデザインの礎を築き、東京オリンピックポスターをはじめ数々の作品を残した亀倉雄策らを中心に設立。グラフィックデザインの向上を目指し、年鑑やデザイン教科書の発行、さまざまなテーマの展覧会やセミナーの開催、地域振興や公共デザインの取り組み、デザイナーの権利の保護など、多岐にわたる活動を全国的に行っている。
事務局は東京都港区赤坂九丁目7番1号 ミッドタウン・タワー5Fにあり、公益財団法人日本デザイン振興会、Tama Art University Bureauとともに「東京ミッドタウン・デザインハブ」を構成。

## 歴代会長
- 亀倉雄策（1978年 - 1994年6月）
- 永井一正（1994年6月 - 2000年6月）
- 福田繁雄（2000年6月 - 2009年1月）
- 勝井三雄（2009年2月 - 2012年6月）
- 浅葉克己（2012年6月 - 2018年6月）
- 佐藤卓（2018年6月 - 2024年6月）
- 永井一史（2024年6月 - ）